# DaBaby
Jonathan Lyndale Kirk (Cleveland, Ohio ; 22 de desembre de 1991), conegut com DaBaby (anteriorment Baby Jesus), és un raper i compositor nord-americà. És conegut pel seu senzill Suge, el senzill que avançava del seu àlbum d'estudi de debut, Baby on Baby (2019). «Suge» es va convertir en un èxit comercial i va aconseguir el número set a la llista Billboard Hot 100.
Juntament amb l'èxit del senzill, Baby on Baby va estar al número 7 a la llista Billboard 200. Va publicar el seu segon àlbum d'estudi, Kirk, mesos més tard. Va debutar en el número u a la llista Billboard 200 dels Estats Units, convertint-se en el seu primer àlbum que va aconseguir el topo de la llista.
Ha col·laborat amb diferents estrelles de la música com amb Post Malone a la cançó Enemies, Dua Lipa al remix de la cançó Levitating o també amb Camila Cabello a My Oh My. El 17 d'abril de 2020 va publicar el seu tercer àlbum, Blame It on Baby, el qual inclou col·laboracions amb Future ("Lightskin Sh!t"), Roddy Ricch ("Rockstar "), Quavo ("Pick Up"), Megan Thee Stallion ("Nasty"), YoungBoy Never Broke Again ("Jump"), A Boogie wit dona Hoodie ("Drop") i Ashanti ("Nasty").